# ГЭС Дона-Франсиска
Гидроэлектростанция Дона Франсиска (порт.-браз. Usina Hidrelétrica Dona Francisca) — электростанция, расположенная на реке Жакуи в бразильском штате Риу-Гранди-ду-Сул. Её строительство завершилось в 2001 году. Станция обеспечивает гарантированную мощность в 80 МВт.

## История
Плотина Дона Франсиска, расположенная в верховьях реки Жакуи, разделяет её между муниципалитетами Агуду и Нова-Палма в штате Риу-Гранди-ду-Сул. Компания Engevix провела экологическое исследование. Лицензия на установку была выдана FEPAM/RS 1 июля 1998 года. 28 августа 1998 года была предоставлена первоначальная концессия сроком на 35 лет. Строительство началось в августе 1998 года. Лицензия на осуществление деятельности была получена 30 ноября 2000 года.
Станция была открыта в 2001 году. 12 апреля 2001 года в эксплуатацию была запущена установка второго поколения. Официальное открытие станции состоялось 21 мая 2001 года в присутствии вице-президента Марку Масиэла и губернатора штата Риу-Гранди-ду-Сул Оливиу Дутры. Электроэнергетическая компания штата Риу-Гранди-ду-Сул (CEEE) и Dona Francisca Energética SA (Dfesa) получили концессию на использование энергетического потенциала станции сроком на 35 лет.

## Техника
Площадь водохранилища составляет 2098 гектаров. Плотина представляет собой сооружение из рулонного уплотнённого бетона, возвышающееся на 51 метр. Электростанция оборудована двумя радиально-осевыми турбинами, обеспечивающими её работу. Вода поступает в турбины по двум водозаборам, каждый из которых имеет длину 85 метров и диаметр 6,3 метра. Общий напор воды достигает около 40 метров. Установленная мощность электростанции составляет 125 МВт, а гарантированная — 80 МВт. Годовая выработка составляет 679 ГВт-ч.

## Финансы
На май 2001 года объём инвестиций составлял 205 миллионов реалов. Общая стоимость проекта составила 130 миллионов долларов США. Ответственными компаниями были: Gerdau (48%), Celesc (электростанции Санта-Катарины: 20%), CEEE (10%) и Desenvix (2%). С 23 августа 2010 года концессия была разделена между CEEE (10%) и Dona Francisca Energética (90%).
Компания Dona Francisca Energética принадлежит Statkraft (2,12%), Copel (23,03%), Celesc (23,03%) и Gerdau (51,82%).

## Последствия
Водохранилище, расположенное в Риу-Гранди-ду-Сул, затапливает часть муниципалитетов, включая Агуду, Ибарама, Аррою-ду-Тигри, Пиньял-Гранди, Нова-Палма и Эстрела-Велья. В результате 518 сельских домов оказались под водой, и 540 семей, общей численностью 2709 человек были вынуждены переехать.
Государственный парк Кварта-Колония раскинулся на левом берегу водохранилища плотины Дона Франсиска, занимая площадь в 1847,9 гектаров. Парк был основан в 2005 году в качестве меры по восстановлению экологии после строительства гидроэлектростанции.